# Antoine Arnauld

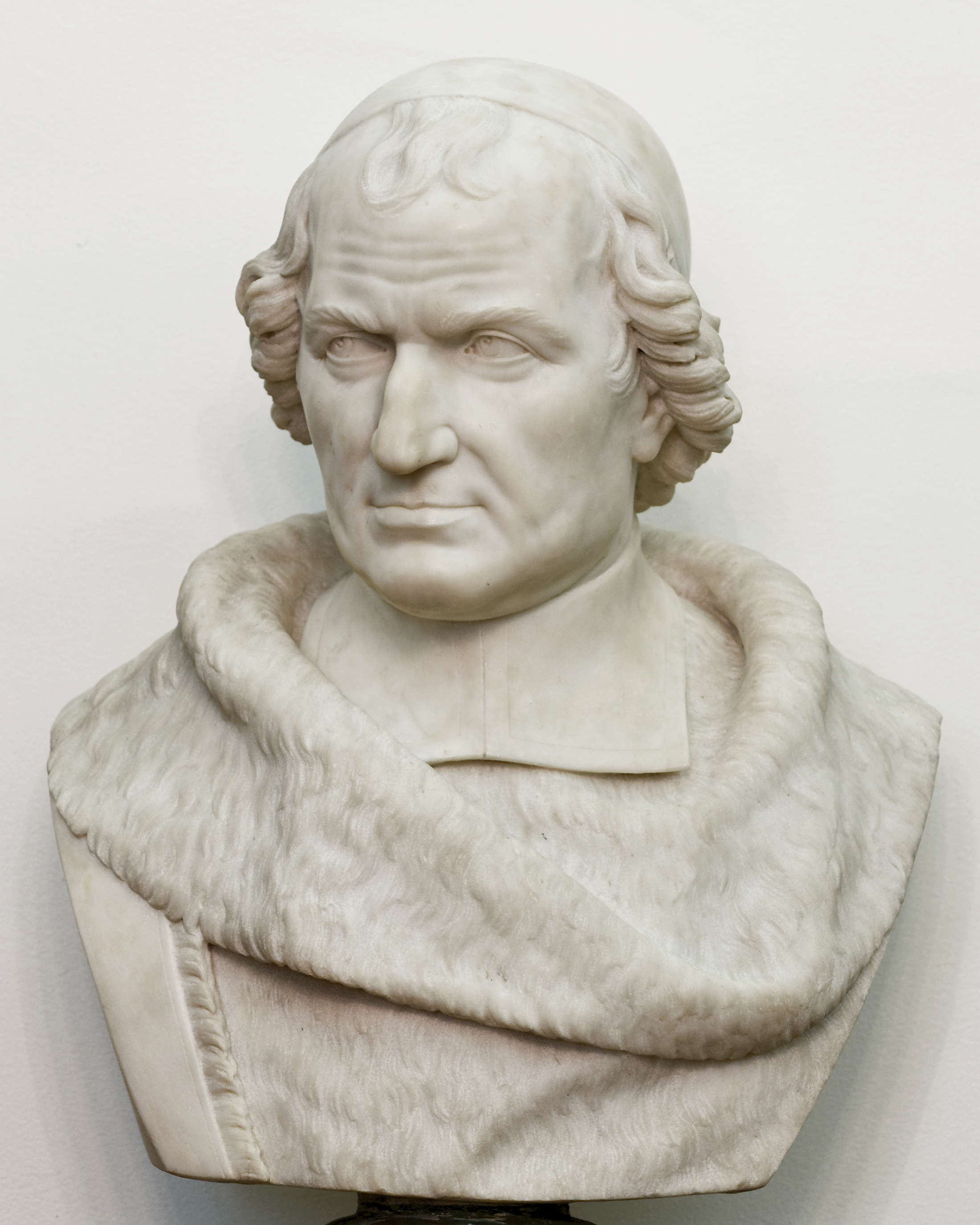
Antoine Arnauld

Antoine Arnauld (Parijs, 6 februari 1612 – Brussel, 8 augustus 1694) le Grand, zoals hij door tijdgenoten – om hem van zijn gelijknamige vader te onderscheiden – genoemd werd, was een Franse rooms-katholieke theoloog, filosoof en wiskundige. Hij was een van de leidende intellectuelen binnen de jansenistische groep van de Abdij van Port-Royal. Arnauld bezat een grondige kennis van de patristiek.

## Biografie
Antoine Arnauld werd in Parijs in de familie Arnauld geboren als twintigste en jongste kind van de advocaat Antoine Arnauld senior. Antoine was oorspronkelijk bestemd voor de balie, maar in plaats daarvan besloot hij theologie te studeren aan de theologische faculteit van de Sorbonne. Hij was een briljante student en zijn carrière bloeide toen hij onder invloed kwam van Jean Duvergier de Hauranne, de geestelijk leidsman van de abdij van Port-Royal, en hij werd aangetrokken tot het jansenisme.
Zijn boek De la Fréquente Communion (1643) was een belangrijke stap in het begrijpelijk maken van de doelstellingen en idealen van het jansenisme voor het grote publiek. De publicatie leidde tot controverses. Verder schreef Arnauld in het kader van de controverse rondom Cornelius Jansenius' boek Augustinus, terwijl de jezuïeten de jansenisten aanvielen. De jezuïeten claimden dat de jansenisten ketters waren, zoals de calvinisten. Ter verdediging schreef Arnauld de Théologie morale des Jésuites ('Moraaltheologie van de jezuïeten'), een werk dat de basis legde voor de meeste van de argumenten die later door Blaise Pascal gebruikt zouden worden in zijn Lettres Provinciales', waarin Pascal de "ontspannen moraal" van de jezuïtische casuïstiek veroordeelde.
Pascal werd in deze taak bijgestaan door Arnaulds neef Antoine Le Maistre. De jezuïet Nicolas Caussin, een voormalige biechtvader van Lodewijk XIII, kreeg van zijn orde de opdracht een verdediging tegen Arnaulds boek te schrijven. Dit boek heette Réponse au libelle intitulé La Théologie morale des Jésuites ('Antwoord op het schendschrift getiteld "De moraaltheologie van de jezuïeten"') (1644). Onder de andere werken, die een reactie waren op Arnaulds Moraaltheologie van de jezuïeten, was een door de jezuïtische polemist François Pinthereau (1605-1664) geschreven werk, dat verscheen onder het pseudoniem Abbé de Boisic, Les Impostures et les ignorances du libelle intitulé: La Théologie Morale des Jésuites (Het bedrog en de onwetendheid in het schandschrift getiteld: "De moraaltheologie van de jezuïeten" (1644)), die ook de auteur was van een kritische geschiedenis van het jansenisme met de titel La Naissance du Jansénisme decouverte à Monsieur le Chancelier (De geboorte van het jansenisme onthuld aan mijnheer de kanselier (Leuven, 1654)).

### Censuur

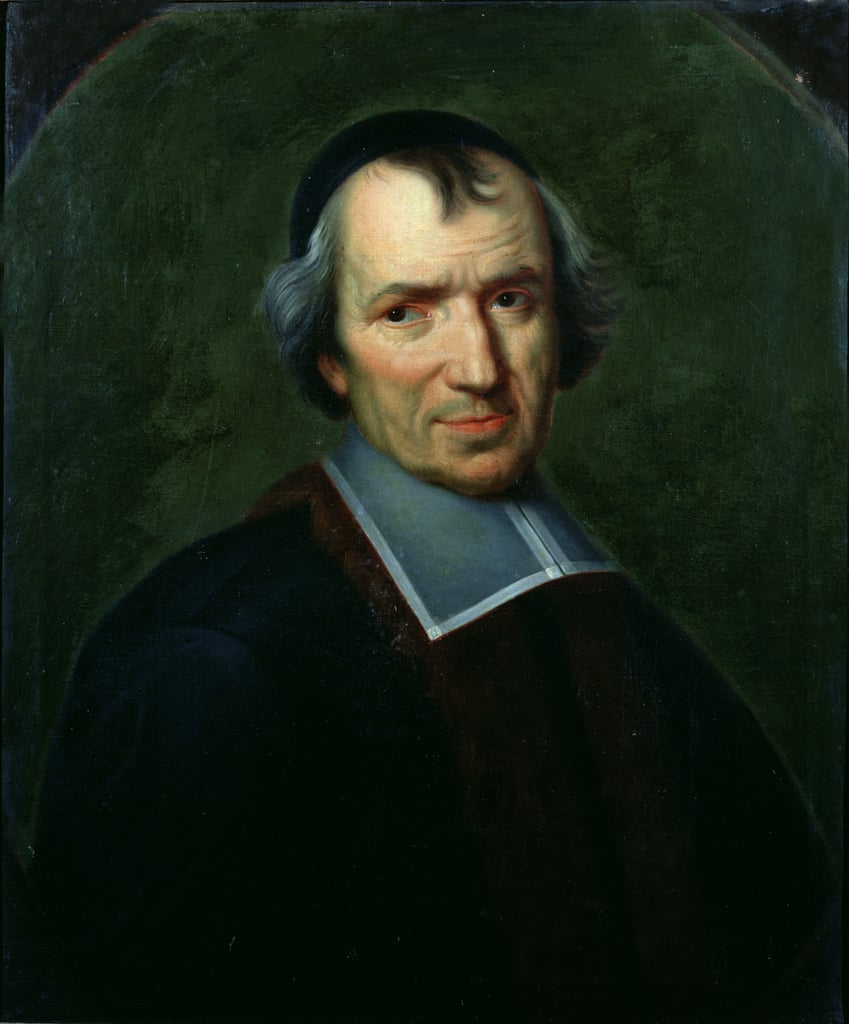
Schilderij van Jean Baptiste de Champaigne (1631-1681)

Ten tijde van de formulariumcontroverse die jezuïeten tegen de jansenisten in stelling brachten over de orthodoxie van Jansenius' voorstellen, werd Arnauld gedwongen onder te duiken. In 1655 leidden twee zeer uitgesproken brieven Lettres à un duc et pair over jezuïtische methoden tijdens het biechten er toe dat in de Sorbonne voor een motie van censuur tegen Arnauld werd gestemd; dit gebeurde echter op een nogal onregelmatige manier. Deze motie bracht Pascal er toe om zijn Provinciale brieven anoniem te laten verschijnen. Meer dan twintig jaar durfde Arnauld in Parijs niet in het openbaar te verschijnen; hij hield zich schuil in religieuze retraite.
Pascal slaagde er echte niet in om zijn vriend te redden. In februari 1656 werd Arnauld ceremonieel gedegradeerd. Twaalf jaar later maakte de zogenaamde "vrede" van Paus Clemens IX tijdelijk een einde aan zijn problemen; hij werd in 1668 vriendelijk ontvangen door Lodewijk XIV en bijna als een volksheld ingehaald.
Hij ging nu samen met Pierre Nicole aan de slag om een groot werk tegen de calvinistische Protestantisme te schrijven: La perpétuité de la foi de l'Église catholique touchant l'eucharistie. Tien jaar later werd de vervolging hervat. Arnauld werd nu gedwongen om Frankrijk te verruilen voor Nederland; uiteindelijk vestigde hij zich in Brussel. Hier bracht hij de laatste zestien jaar van zijn leven in onophoudelijke controversen met onder meer jezuïeten en calvinisten door. Onder invloed van Nicole evolueerden Arnaulds opvattingen geleidelijk van een streng augustinisme, zoals dit door Port-Royal werd beleden, naar een thomisme dat ook de centraliteit van de "werkzame genade" postuleerde.

## Reputatie

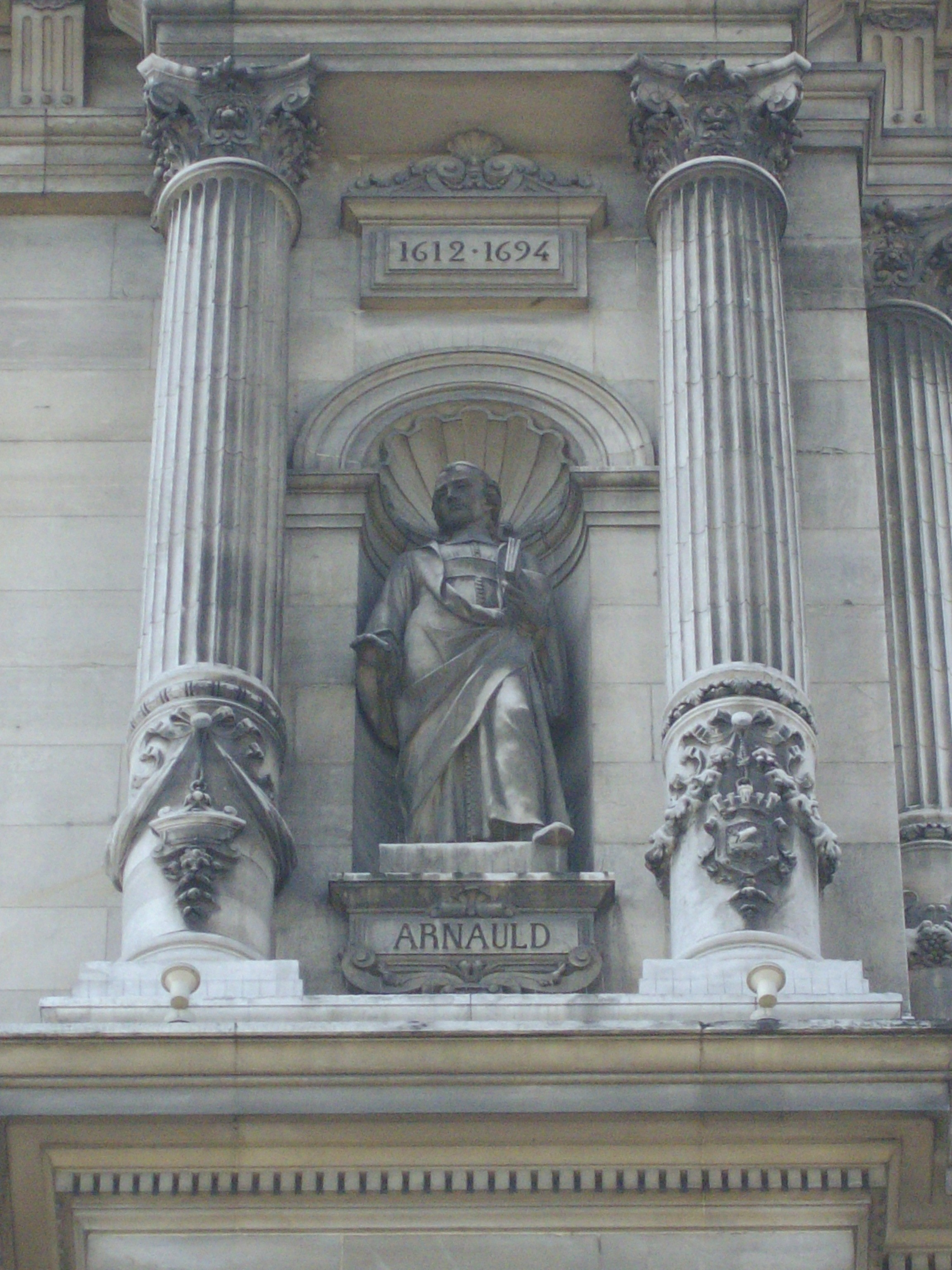
Standbeeld in het Stadhuis van Parijs

Zijn onuitputtelijke energie wordt het best uitgedrukt door zijn beroemde antwoord aan Nicole, die klaagde dat hij moe was. "Moe!" herhaalde Arnauld: "Als je de gehele eeuwigheid hebt om uit te rusten?" Zijn energie werd niet uitgeput door alleen theologische vragen. Hij was een van de eersten die de filosofie van René Descartes, hoewel met bepaalde orthodoxe voorbehouden, toepasten. Tussen 1683 en 1685 voerde hij een langdurige strijd met Nicolas Malebranche over de relatie van de theologie tot de metafysica. Over het geheel genomen helde de publieke opinie over naar de kant van Arnauld. Toen Malebranche zich beklaagde dat zijn tegenstander hem verkeerd had begrepen, legde Boileau hem het zwijgen op met de vraag: "Mijn beste heer, als mijnheer Arnauld U niet begrijpt, van wie verwacht u dan begrip?". Ook was Arnauld verwikkeld in een uitgebreide correspondentie met Gottfried Wilhelm Leibniz, met betrekking tot diens standpunten, zoals Leibniz deze beschreef in zijn werk Discours de métaphysique (Uiteenzetting over metafysica) (1686).
Het populaire begrip van Arnaulds gedachtegoed nam sterk toe door zijn L'art de penser, dat algemeen bekendstaat als de logica van Port-Royal. Dit werk wist zijn plaats als een elementair leerboek tot in de 20e eeuw te behouden en wordt beschouwd als een paradigmatisch werk in de termenlogica.
In zijn eigen tijd werd Arnauld als een belangrijk wiskundige beschouwd; een criticus beschreef hem zelfs als de Euclides van de 17e eeuw. Na zijn dood taande deze reputatie echter snel. Tijdgenoten bewonderden hem als een meester van de ingewikkelde redenering; hierover waren Jacques-Bénigne Bossuet, de grootste Franse theoloog, en Henri François d'Aguesseau, de grootste Franse rechtsgeleerde, het eens.
Zijn gretigheid om elk argument te willen winnen maakte hem echter niet geliefd. "In weerwil van mezelf", zei Arnauld eens spijtig, "zijn mijn boeken zelden zeer kort." Ondanks Arnaulds prestaties op verschillende terreinen is zijn naam vooral bekend vanwege de veelgeprezen geschriften van Pascal, die meer geschikt voor een groot publiek waren dan de technische essays van Arnauld. Boileau schreef voor zijn nagedachtenis een beroemd grafschrift:

Au pied de cet autel de structure grossière

Gît sans pompe, enfermé dans une vile bière,

Le plus savant mortel qui jamais ait écrit

## Naleven
De verzamelde werken van Antoine Arnauld beslaan zevenendertig delen in tweeënveertig banden. Deze werden tussen 1775 en 1781 in Parijs gepubliceerd. Een deel van die werken kon tijdens zijn leven niet in Frankrijk worden gedrukt en werden in eerste editie uitgegeven door Reinier Leers. Zijn wiskundige prestaties worden door Franz Bopp besproken in het 14de deel van "'Abhandlung zur Geschichte der mathematischen Wissenschaften (Leipzig, 1902).

## Belangrijke werken
- De la fréquente communion où Les sentimens des pères, des papes et des Conciles, touchant l'usage des sacremens de pénitence et d'Eucharistie, sont fidèlement exposez
- Grammaire générale et raisonnée
- La logique ou L'art de penser
- Nouveaux éléments de géométrie
- Des vraies et des fausses idées
- Réflexions sur le nouveau système de la Nature et de la Grâce
- Règles du bon sens

## Voetnoten
1. ↑  (fr)  Vincent Carraud (auteur van Pascal et la philosophie, PUF, 1992), Le jansénisme, Sociéte des Amis de Port-Royal, online sinds juni 2007
2. ↑  Familie Arnauld op concise.britannica.com
3. ↑  "Aan de voet van dit altaar van grove structuur ligt zonder pracht en praal in een eenvoudige kist begraven, de meest wijze sterveling die ooit heeft geschreven"

- Bibsys: 90122986
- Biblioteca Nacional de España: XX1000077
- Bibliothèque nationale de France: cb11889160n (data)
- Catàleg d'autoritats de noms i títols de Catalunya: 981058525191106706
- CiNii: DA0075476X
- Gemeinsame Normdatei: 118893300
- International Standard Name Identifier: 0000 0001 2137 1431
- Library of Congress Control Number: n50001539
- Nationale Bibliotheek van Letland: 000080849
- Bibliotheek van het Japanse parlement: 00431730
- Nationale Bibliotheek van Tsjechië: ola2008481176
- Nationale bibliotheek van Australië: 35008327
- Nationale Bibliotheek van Israël: 987007257840905171
- Nationale Bibliotheek van Polen: a0000001186165
- Nationale en Universitaire bibliotheek Zagreb: 000139939
- Nederlandse Thesaurus van Auteursnamen: 069916861
- Istituto Centrale per il Catalogo Unico: PUVV064682
- LIBRIS: 256435
- SNAC: w6r22kr0
- Système universitaire de documentation: 026691221
- Trove: 787941
- Virtual International Authority File: 66462846